# Tête de chevreuil
Tête de chevreuil est un dessin réalisé par l'artiste allemand Albrecht Dürer vers 1502-1503. Cette aquarelle représentative de son intérêt pour l'art animalier représente la tête d'un chevreuil. Acquise par le peintre français Léon Bonnat vers 1893, l'œuvre est aujourd'hui conservée au musée Bonnat-Helleu de Bayonne, dans les Pyrénées-Atlantiques.

## Galerie

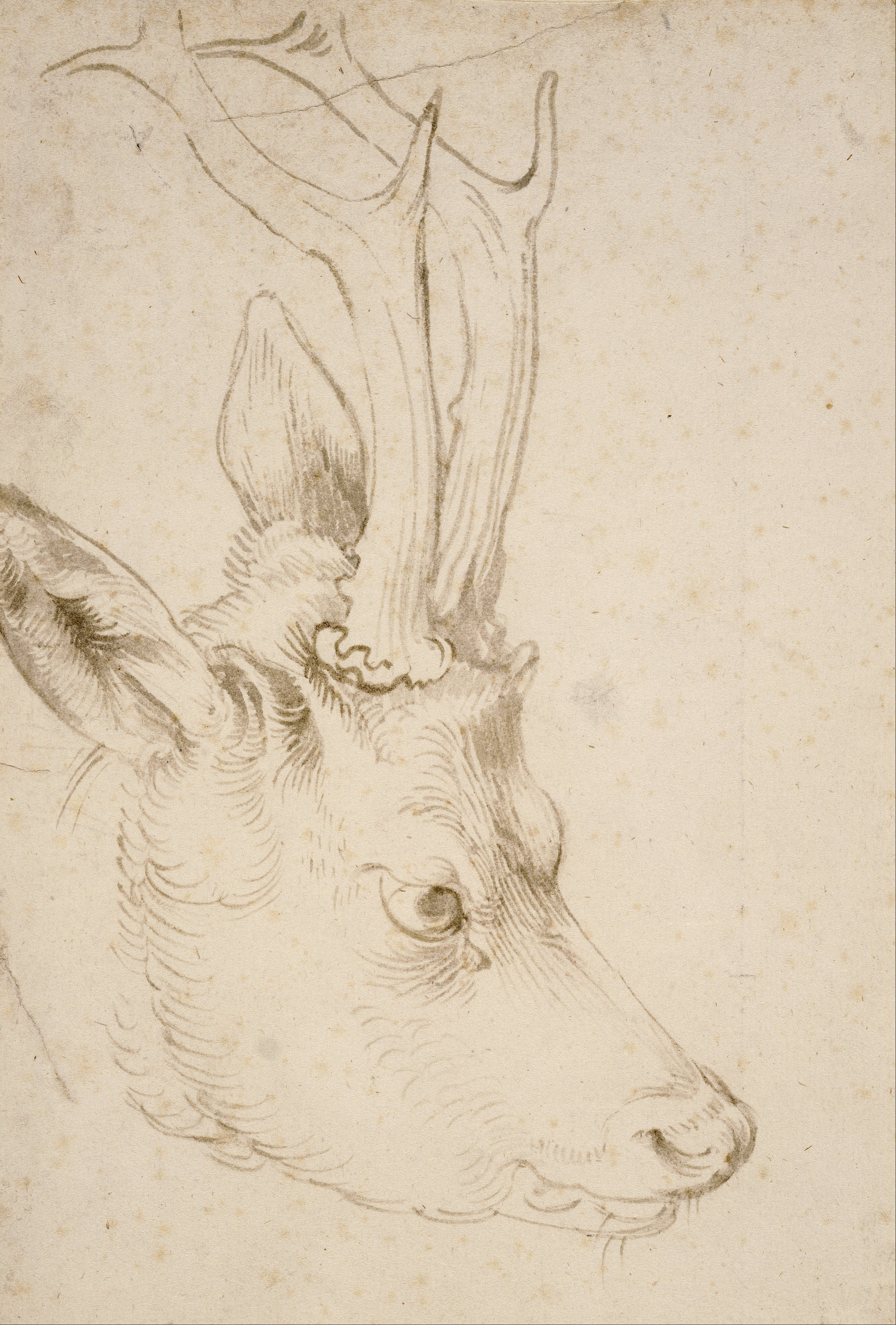
Dessin monochrome au musée d'art Nelson-Atkins de Kansas City, dans le Missouri, aux États-Unis